# Valenzuela pinicola
Valenzuela pinicola är en insektsart som först beskrevs av Banks 1903.  Valenzuela pinicola ingår i släktet Valenzuela och familjen fransvingestövsländor. Inga underarter finns listade i Catalogue of Life.